# 6月2日
6月2日是公历一年中的第153天（闰年第154天），离全年结束还有212天。

## 大事记

### 19世紀以前
- 260年：魏帝曹髦讨伐司马昭，兵敗被杀。
- 455年：汪達爾-阿蘭王國君主蓋薩里克率領汪達爾人進入羅馬，展開長達兩個星期的洗劫。
- 1098年：第一次十字軍東征將領博希蒙德一世率領軍隊攻陷在敘利亞的塞爾柱王朝城市安條克。
- 1793年：巴黎新的起义－法国革命，法国雅各宾派执政。

### 19世紀
- 1815年：拿破仑一世颁布法国自由宪法。
- 1847年：共产主义者同盟第一次代表大会在比利时召开。
- 1886年：美国总统格罗弗·克利夫兰于白宫举行婚礼，为史上唯一一位于白宫举行婚礼的美国总统。
- 1895年：李经方与桦山资纪为马关条约于基隆海上办交接仪式。
- 1896年：意大利发明家古列尔莫·马可尼在英国获得其发明的无线电技术专利，并用于电报工作上。

### 20世紀
- 1907年：广东惠州七女湖起义。
- 1919年：第一次紅色恐慌：魯奇·加里尼的無政府主義追隨者在全美八個城市引爆了八枚炸彈。
- 1939年：古巴拒绝犹太难民船入境。
- 1942年：中華民國和美国《中美抵抗侵略互助协定》在华盛顿签订。
- 1946年：意大利王国举行决定国家政体公民投票，决定废黜国王翁贝托二世并成立共和国。
- 1949年：青即战役结束，中国人民解放军攻占青岛，中国共产党接管政权，改青岛院辖市为山东省省辖市。
- 1953年：在英國國王喬治六世逝世後，女王伊莉莎白二世在倫敦西敏寺舉行加冕禮。
- 1962年：廣州火車東站（大沙頭站）聚集大量擁港民眾鼓譟，凌晨1點，當局宣佈戒嚴，警方出動民眾散去，市公安局組織警力抓捕民眾，據計有16人被逮捕，被勞動教養有22人，被行政拘留有34人。
- 1964年：中国山东省最长的公交無軌電車线路暨青岛市第二条无轨电车线路：5路（火车站至四方北岭段）建成投产。
- 1966年：在美國探測月球的測量員計畫中，測量員1號登陸月球。
- 1983年：加拿大航空797號班機發生大火，23人死亡。
- 1989年：中國國民黨第十三屆中央委員會第二次全體會議及中央評議委員第二次會議在陽明山中山樓召開。
- 1993年：香港發生北角地盤升降機墜下事故，造成12人死亡。
- 1994年：中国工程院产生首批院士。
- 1998年：欧洲中央银行正式成立。

### 21世紀
- 2003年：載有歐洲太空總署火星探測器火星快車號的俄羅斯聯盟號運載火箭自哈薩克發射升空。
- 2004年：上海F1赛道全面建成。
- 2010年：日本第93任日本首相鳩山由紀夫辭任首相一職。
- 2012年：埃及前总统穆罕默德·胡斯尼·穆巴拉克因参与杀害2011年埃及革命示威者被判处终身监禁。
- 2013年：台灣發生規模最強6級的602地震，有感地區多為西半部。
- 2014年：西班牙國王胡安·卡洛斯一世宣布退位。
- 2022年：加拿大的安大略省舉行大選。
- 2023年：印度奧迪沙邦巴拉索爾縣發生列車相撞事故，造成288人死亡、1175人受傷。

## 出生
- 1535年：教宗良十一世，羅馬主教（1605年逝世）
- 1740年：薩德侯爵，法國哲學家、作家、政治人物（1814年逝世）
- 1802年：阿倫德·弗里德里希·奧古斯特·魏格曼，德國動物學家、爬蟲動物學家（1841年逝世）
- 1835年：教宗庇护十世，羅馬主教（1914年逝世）
- 1840年：托马斯·哈代，英國诗人、小說家（1928年逝世）
- 1857年：爱德华·埃尔加，英國作曲家（1934年逝世）
- 1862年：埃米爾·馬勒，法國美術史學家（1954年逝世）
- 1878年：華萊士·亨利·赫特利，英國音樂家，鐵達尼號樂隊指揮、小提琴手（1912年逝世）
- 1891年：大西瀧治郎，日本海軍將領。神風特攻隊創始者（1945年逝世）
- 1895年：拉多·蒂博爾，匈牙利數學家（1965年逝世）
- 1896年：赫米拉·加林多，墨西哥女性主義者、作家（1954年逝世）
- 1899年：洛特·赖尼格，德國剪影動畫師、電影導演（1981年逝世）
- 1900年：王蘧常，中國历史学家、著名书法家、诗人（1989年逝世）
- 1903年：冯雪峰，中國作家（1976年逝世）
- 1906年：權泰夏，韓國男子田徑運動員（1971年逝世）
- 1913年：杜葉錫恩，香港政界人物（2015年逝世）
- 1915年：戴麟趾，英國資深香港殖民地官員、第24任香港總督（1988年逝世）
- 1922年：克萊爾·卡梅倫·帕特森，美國地質學家、地球化學家（1995年逝世）
- 1929年：千代之山雅信，日本相撲力士，第41代橫綱（1977年逝世）
- 1930年：皮特·康拉德，美國太空人（1999年逝世）
- 1940年：康斯坦丁二世，希臘王國末代國王（2023年逝世）
- 1941年：歸亞蕾，臺灣女演員
- 1942年：金新朝，韓國牧師（2025年逝世）
- 1943年：徐遐生，臺裔美國天文學家（2023年逝世）
- 1944年：马文·哈姆利奇，美国作曲家和指挥家（2012年逝世）
- 1944年：平泉成，日本演員
- 1945年：吳思遠，香港電影導演
- 1946年：彼得·薩特克利夫，英國連環殺手（2020年逝世）
- 1946年：西村知道，日本男性聲優
- 1950年：李完九，韓國政治人物，曾任韓國國務總理（2021年逝世）
- 1951年：吉爾伯特·貝克，美國藝術家、政治人物（2017年逝世）
- 1953年：康乃爾·韋斯特，美國哲學家、政治人物
- 1954年：艾倫·愛默生，美國計算機科學家（2024年逝世）
- 1955年：孫泳恩，首屆香港小姐冠軍
- 1956年：陈瑞仁，中華民國檢察官
- 1957年：蔡明興，富邦金控董事長
- 1965年：今野緒雪，日本女性小說家
- 1967年：橋口隆志，日本漫畫家
- 1968年：方岑，台灣演員
- 1968年：納維德·奈嘉班，美國男演員
- 1969年：歐·帕克，英國導演、編劇、製片人
- 1970年：莫文蔚，香港歌手、演員
- 1970年：吉野弘幸，日本編劇、小說家
- 1972年：何耀珊，新加坡歌手
- 1972年：溫特沃思·米勒，美國演員
- 1973年：鄭運鵬，臺灣政治人物
- 1973年：凱文·費吉，美國男監製、漫威影業總裁
- 1978年：多米尼克·庫珀，英國男演員
- 1979年：黃文星，台灣歌手
- 1979年：莫蓮娜·芭卡琳，美國女演員
- 1980年：阿比·瓦姆巴赫，美國職業足球運動員
- 1981年：曹錦輝，台灣旅美棒球選手
- 1982年：姚家豪，香港商業電台唱片騎師
- 1982年：吳昶錫，韓國男演員
- 1985年：澤城美雪，日本女性聲優
- 1985年：張遠，中國男歌手
- 1987年：索納絲·辛哈，印度女演員
- 1988年：齋藤彩夏，日本女性聲優、舞台劇演員
- 1988年：奧卡菲娜，美國女演員、饒舌歌手
- 1988年：塞尔希奥·阿奎罗，阿根廷足球員
- 1989年：艾度，美國足球員
- 1991年：唐曉天，中國男演員
- 1991年：林思宇，臺灣女子團體A'N'D成員
- 1991年：梁天琦，香港政治人物、社會運動者
- 1992年:  李慕豪，中国男子篮球运动员
- 1993年：藤原夏海，日本女性聲優
- 1993年 :  村上文香，日本女子偶像团体NMB48成员。
- 1996年：史穎喬，香港女藝人。
- 1996年：陳苡臻，香港女模特兒、演員。
- 1998年：李育群，臺灣YouTuber
- 1999年：吳朵芸，台灣歌手
- 1999年：胡敏芝，香港女藝人
- 1999年 : 伊原六花，日本女演员
- 2000年：莉馬爾·赫南德茲，美國女演員
- 2003年：王錫贤，韓國男演員
- 2003年：BIG Naughty，韓國饒舌歌手

## 逝世
- 260年：曹髦，曹魏皇帝（241年出生）
- 396年：慕容垂，燕成武帝。鮮卑族人。十六國後燕開國君主。前燕文明帝慕容皝的第五子（326年出生）
- 995年：藤原道綱母，日本平安時代歌人（約936年出生）
- 1615年：後藤基次，日本安土桃山時代至江戶時代武士（1560年出生）
- 1625年：毛利輝元，日本長州藩主（1553年出生）
- 1714年：噶禮，中國清朝官員（1782年出生）
- 1761年：約拿斯·阿爾斯特魯瑪，瑞典企業家、農業學者（1685年出生）
- 1852年：弗里德里希·福禄贝尔，的创始人、德国教育家（1782年出生）
- 1882年：朱塞佩·加里波底，義大利民族英雄（1807年出生）
- 1888年：麻恭，首任香港輔政司（1810年出生）
- 1901年：馬偕，加拿大傳教士，台灣女子教育奠基者（1844年出生）
- 1927年：王国维，国学大师，自沉于北京市颐和园昆明湖（1877年出生）
- 1932年：約翰·華特·古格里，蘇格蘭地質學家（1864年出生）
- 1941年：盧·賈里格，美國職業棒球運動員（1903年出生）
- 1948年：卡爾·勃蘭特，德國醫生，阿道夫·希特勒私人醫生，親衛隊集團領袖與武裝親衛隊中將（1904年出生）
- 1968年：R·諾里斯·威廉斯，美國男子網球運動員，鐵達尼號生還者（1891年出生）
- 1970年：布魯斯·麥克拉倫，一級方程式麥克拉倫車隊創立者，車手，工程師（1937年出生）
- 1988年：拉吉·卡浦爾，印度寶萊塢電影導演（1924年出生）
- 2007年：黄菊，中共中央政治局常委、中华人民共和国国务院副总理（1938年出生）
- 2007年：莊世平，香港銀行家、中华全国归国华侨联合会副主席、大紫荊勳章得主（1911年出生）
- 2019年：李兆基，香港演員（1949年出生）
- 2020年：韦斯·昂塞尔德，美國職業籃球運動員（1946年出生）
- 2021年：埃里克·莫布利，美國NBA聯盟前職業籃球運動員（1970年出生）
- 2023年：凱亞·薩里亞后，芬蘭作曲家（1952年出生）
- 2025年：：陳有福，印尼男子羽球運動員（1937年出生）
- 2025年：許其亮，中國中國空軍上將（1950年出生）

## 节假日和习俗
- 吊兒啷噹感謝日
- 國際性工作者日
- 義大利：共和國日